# Обиньи-ле-Сомбернон
Обиньи́-ле-Сомберно́н (фр. Aubigny-lès-Sombernon) — коммуна во Франции, находится в регионе Бургундия. Департамент коммуны — Кот-д’Ор. Входит в состав кантона Сомбернон. Округ коммуны — Дижон.
Код INSEE коммуны — 21033.

## Население
Население коммуны на 2010 год составляло 140 человек.
| 1962 | 1968 | 1975 | 1982 | 1990 | 1999 | 2010 |
| ---- | ---- | ---- | ---- | ---- | ---- | ---- |
| 109  | 98   | 103  | 129  | 118  | 120  | 140  |

## Экономика
В 2010 году среди 89 человек трудоспособного возраста (15—64 лет) 66 были экономически активными, 23 — неактивными (показатель активности — 74,2 %, в 1999 году было 75,0 %). Из 66 активных жителей работали 66 человек (36 мужчин и 30 женщин), безработных не было. Среди 23 неактивных 4 человека были учениками или студентами, 16 — пенсионерами, 3 были неактивными по другим причинам.